# ダーシー・バッセル

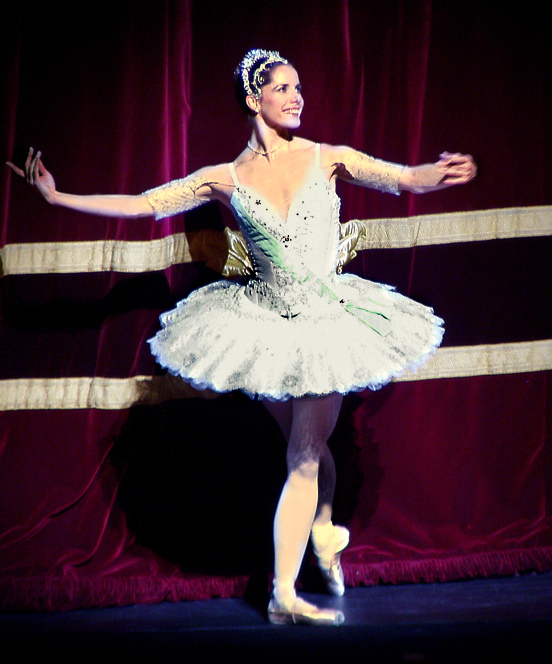
ダーシー・バッセル

ダーシー・バッセル （Darcey Bussell, DBE, 1969年4月27日 - ）は、イギリス・ロンドン出身のバレエダンサー。

## 来歴
13歳でロイヤル・バレエ学校に入学。1986年、ローザンヌ国際バレエコンクールで入賞。1987年、サドラーズ・ウェルズ・ロイヤル・バレエ団（現バーミンガム・ロイヤル・バレエ団）へ入団。
バレエ学校在籍時から振付家ケネス・マクミランに才能を見いだされており、1988年に彼はベンジャミン・ブリテン作曲の『パゴダの王子』の主役にダーシーを抜擢し、彼女をロイヤル・バレエ団へ移籍させた。1989年にプリンシパルに昇格。その当時で最も若いバレリーナであった。
『眠れる森の美女』のオーロラ役、『白鳥の湖』のオデットとオディール役、『くるみ割り人形』のシュガープラムの妖精役、『マノン』のマノン役、『ジゼル』のジゼル役などが当たり役である。
また、マクミランの『三人姉妹』などを初演している。
2006年、プリンシパルから引退することを発表。しかしゲスト・プリンシパルとして在籍するという。
2007年6月8日、マクミラン振付の『大地の歌』（音楽グスタフ・マーラー）の舞台で引退。この舞台はロンドンのロイヤル・オペラ・ハウスで上演され、BBCで生放送された。
1997年にオーストラリア人銀行家と結婚。娘が2人いる。